# 트립 투 하코네
《트립 투 하코네》(ロマンス, Round Trip Heart)는 일본에서 제작된 타나다 유키 감독의 2015년 드라마, 컬트, 멜로/로맨스 영화이다. 오오시마 유코 등이 주연으로 출연하였다.

## 출연

### 주연
- 오오시마 유코

### 조연
- 오오쿠라 코지
- 쿠보타 마사타카
- 니시무타 메구미